# Friedrich Ludwig von Gans

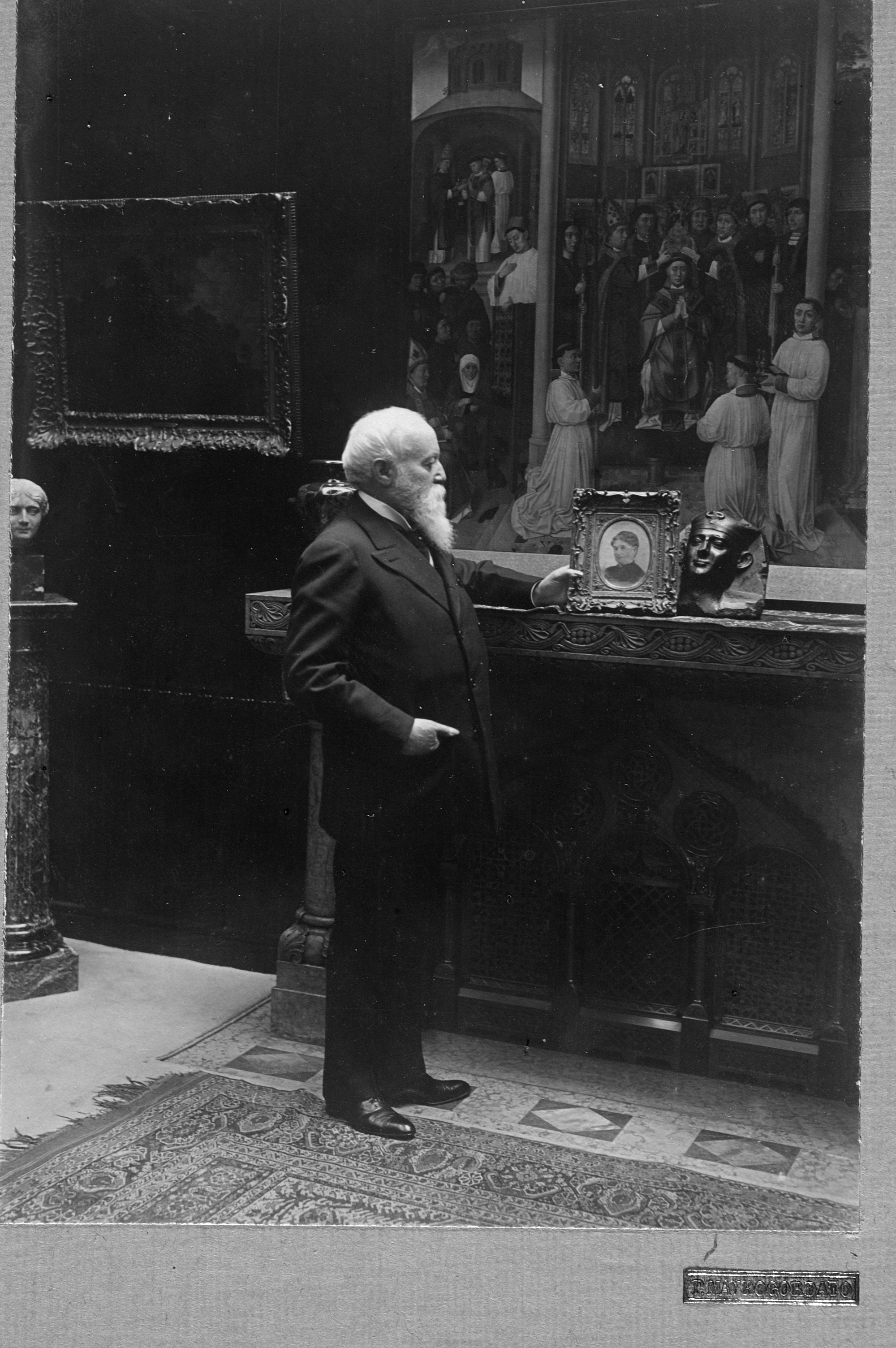
Friedrich Ludwig von Gans (1912) beim Betrachten des Porträts seiner verstorbenen Ehefrau Auguste in seinem Frankfurter Haus, Taunusanlage 15

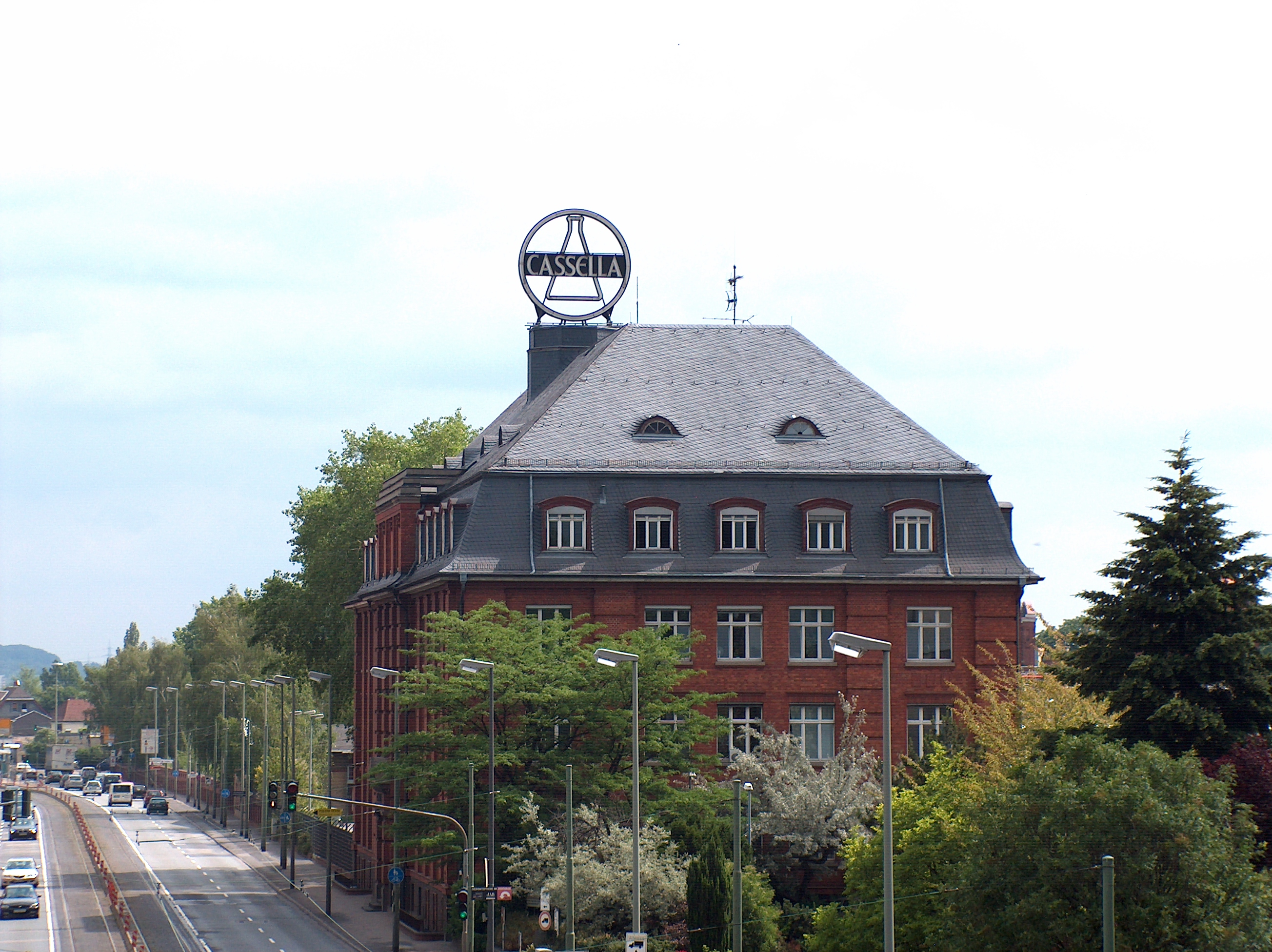
Hauptverwaltung der Cassella in Fechenheim

Friedrich Ludwig Gans, genannt Fritz Gans, ab 1912 von Gans, (* 15. November 1833 in Frankfurt am Main; † 15. Juli 1920 in Bad Homburg vor der Höhe) war ein deutscher Großunternehmer, Mäzen und Kunstsammler.

## Familie
Gans entstammte einer der ältesten deutschen jüdischen Familien mit festem Familiennamen, der Familie Gans, die seit 1350 erwähnt wird. Sein Vater Ludwig Aaron Gans, Sohn des Philipp Ahron Gans und der Fanny Hanau, entstammte der über 150 Jahre in Celle ansässigen jüdischen Kaufmannsfamilie und übersiedelte nach Frankfurt. Fritz war eines der sechs Kinder von Ludwig Aaron Gans und dessen Ehefrau Rosette geb. Goldschmidt (1805–1868). Seine  Brüder waren Adolf und Leo Gans. Seine Schwestern waren Henriette Heidelbach, Pauline Weinberg und Marianne Löwengard.
1862 heiratete er Auguste geb. Ettling (1839–1909), Tochter eines vermögenden Kaufmanns aus Karlsruhe. Das Ehepaar bekam drei Kinder: Die Tochter Adele, genannt Fanny (1863–1932) und die Söhne Paul (1866–1915) und Ludwig Wilhelm (1869–1946).

## Leben und Werk
1847, im Todesjahr von Leopold Cassella, fing Friedrich Ludwig Gans im väterlichen Handelshaus Leopold Cassella & Comp. in Frankfurt am Main als Lehrling an und wurde später dessen kaufmännischer Leiter. 
Sein Bruder Leo Gans gründete 1870 zusammen mit ihrem gemeinsamen Schwager Bernhard Weinberg und dem Chemiker August Leonhardt an der Mainkur in Fechenheim die Frankfurter Anilinfarbenfabrik von Gans und Leonhardt. Im Jahr 1879 brachte Friedrich Ludwig Gans in dieses Unternehmen eine Summe von 5 Millionen Mark aus dem Erbe seines Schwagers David Wilhelm Ettling (in Spanien als Guillermo Ettling bekannt) ein, der in Madrid die spanische Rothschild-Filiale geleitet hatte. Damit legte Gans den Grundstein für den Aufschwung des Unternehmens, das ab diesem Zeitpunkt florierte. Nach dem Ausscheiden August Leonhardts im gleichen Jahr wurde die Firma in Frankfurter Anilinfarbenfabrik Gans & Co. umbenannt und Meinrad Hoffmann ins Unternehmen geholt. Hoffmanns Mitarbeit führte zum Aufstieg zur weltgrößten Azofarbenfabrik um 1900. 1894 entschlossen sich Friedrich Ludwig Gans und seine Teilhaber, die oben erwähnte Frankfurter Farbengroßhandlung Cassella mit der Frankfurter Anilinfarbenfabrik Gans & Co. in Fechenheim zu fusionieren. Als deren neue Firma wurde Leopold Cassella & Co. gewählt. Als eine der IG-Nachfolgegesellschaften wurde 1952 die Cassella Farbwerke Mainkur AG gegründet.

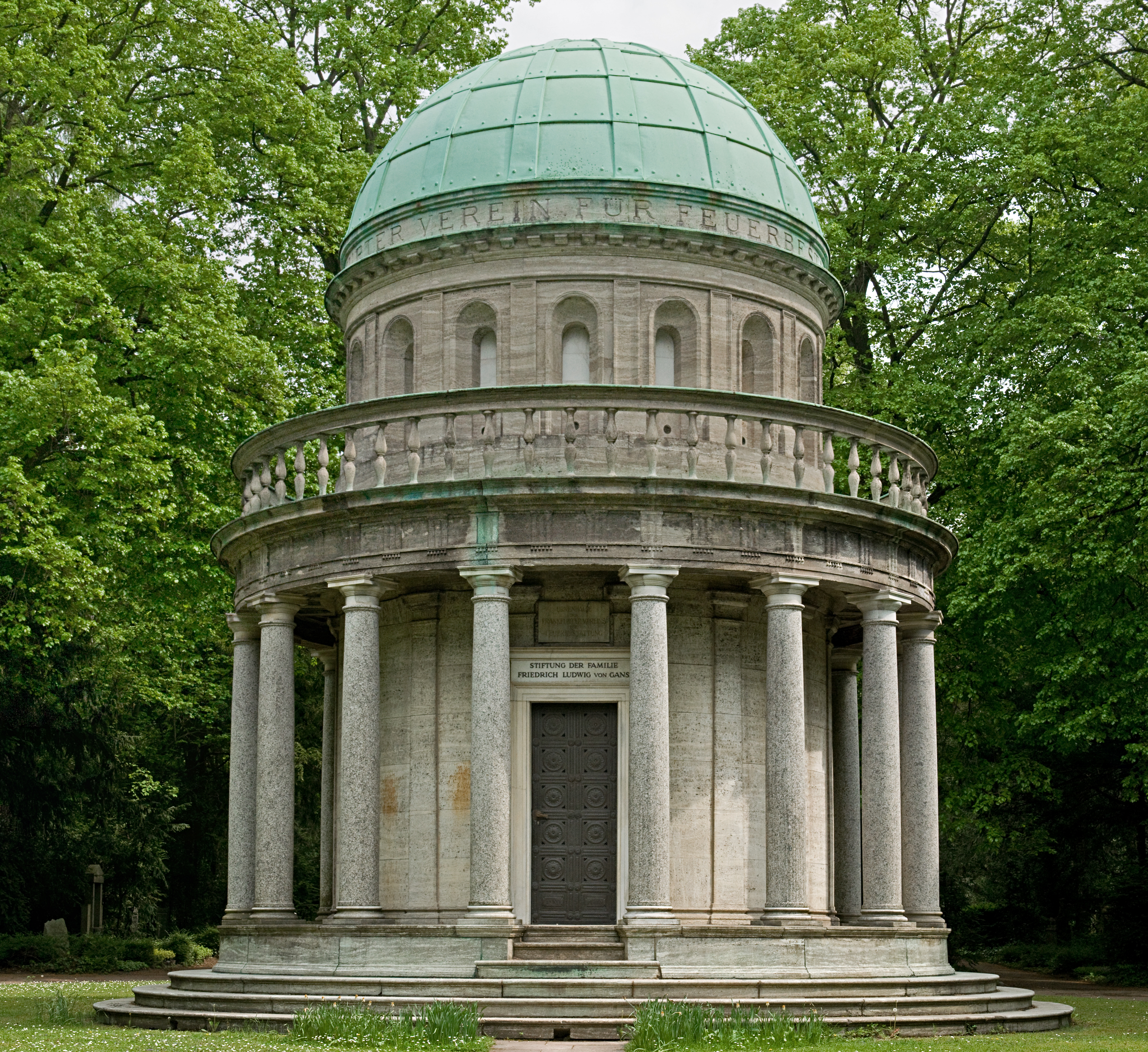
Mausoleum der Familie von Gans auf dem Frankfurter Hauptfriedhof

Im Jahr 1885 konvertierte Gans zum Protestantismus. Er war königlich preußischer Wirklicher Geheimer Rat mit der Anrede „Exzellenz“ sowie Mitglied der Frankfurter Handelskammer und förderte zahlreiche soziale Einrichtungen. Nach seinem Austritt aus dem Unternehmen widmete er sich vor allem dem Aufbau seiner Kunstsammlungen. Im Jahr 1912 schenkte er der Antikensammlung der Königlichen Museen in Berlin seine Antikensammlung, bei deren Aufbau er von Robert Zahn beraten worden war. Im Gegenzug erhob ihn der preußische König Wilhelm II. am 11. März 1912 in den preußischen Adelsstand mit Diplom vom 4. November 1912. 1917 schenkte er dem Städel zwei Gemälde, ein Bismarck-Portrait von Franz von Lenbach und ein Alt-Frankfurter Stadtbild von Anton Burger. Nach Gans’ Tod im Jahr 1920 verkauften seine Erben den Großteil seiner Privatsammlung an den Kunsthändler Kurt Walter Bachstitz. Den Katalog erstellte Gans’ ehemaliger Berater Robert Zahn.
Gans wurde in dem 1909 in seinem Auftrag errichteten Mausoleum beigesetzt, dem größten Grabmal auf dem Frankfurter Hauptfriedhof, dessen plastischer Schmuck von dem Frankfurter Bildhauer Friedrich Hausmann stammt.

## Stiftungen sozialer Art
- 1901: Kinderheim Böttgerstraße
- 1909: Fritz-und-Auguste-Gans-Stiftung zugunsten erholungsbedürftiger Krankenpflegerinnen
- 1910: Gans’sche Stiftung für die Polizei; für mittlere und untere Beamte, die unverschuldet in wirtschaftliche Bedrängnis geraten waren; 1951 in den Allgemeinen Almosenkasten eingegliedert